# 인천어린이박물관
인천어린이박물관은 인천광역시 미추홀구 문학동 소재의 박물관이다. 문학경기장 내에 있다.

## 관람 안내
- 관람시간: 오전 10:00 ~ 오후 6:00
- 휴관일: 매주 월요일(단, 월요일이 공휴일인 경우 개관) 및 설·추석 전일과 당일